# 鶴ケ曽根
鶴ケ曽根（つるがそね）は、埼玉県八潮市の大字。郵便番号は340-0802。

## 地理
埼玉県の東部地域で、八潮市の概ね中央部から北部の沖積平野に位置する。東および北は八條、西は新町、緑町、伊草、小作田、中央、南は二丁目と隣接している。また、八條地区内に飛地が存在する。地区の南部では、区画整理が行われている。

### 河川
- 中川
- 綾瀬川放水路
- 八条用水

## 由来
中川右岸の自然堤防上に集落が発展し、「新編風土記稿」によると地名は「村内に僅かの塚ありて鶴塚と呼ぶ、村名もこれより起こりけり」といわれる。また、鶴塚は明治末まで二丁目（上二丁目）との境の水田の中に存在していたと伝えられている。

## 歴史
もとは江戸期より存在した武蔵国埼玉郡八条領に属する鶴ケ曽根村で、古くは南北朝期より見出せる下総国葛飾郡下河辺荘のうちの「つるがそね」であった。
当地における鶴ケ曽根の表記については「鶴ケ曾根」、「鶴ヶ曽根」、「鶴箇曽根」、「鶴曾根」などと多種の表記がされていた。「鶴ケ曽根」と統一された表記になったのがは、昭和の大合併が行われた昭和31年（1956年）頃からと推測されている。

### 沿革
- はじめは幕府領、1670年（寛文10年）より知行は若年寄土井利房氏となるが[8]、1682年（天和2年）より再び幕府領となる[8]。なお、検地は1627年（寛永4年）[8]および1684年（貞享元年）に実施[6]。
- 幕末の時点では埼玉郡に属し、明治初年の『旧高旧領取調帳』の記載によると、代官佐々井半十郎支配所が管轄する幕府領であった[10]。
- 1868年（慶応4年）6月19日 - 幕府領が武蔵知県事・山田政則（忍藩士）の管轄となる。
- 1869年（明治2年）1月13日 - 武蔵知県事・河瀬秀治の管轄区域に小菅県を設置、同県の管轄となる。県庁は葛飾郡小菅村に置かれる。
- 1871年（明治4年）11月14日 - 太政官布告第594号により小菅県を廃止。埼玉県の管轄となる。
- 1872年（明治5年） - 大区小区制施行により第1区に属す。
- 1879年（明治12年）3月17日 - 郡区町村編制法により成立した南埼玉郡に属す。郡役所は岩槻町に設置。
- 1889年（明治22年）4月1日 - 町村制施行に伴ない、南埼玉郡八条村、松之木村、伊草村、小作田村、立野堀村と合併し八條村が成立、鶴ケ曽根村は八條村の大字鶴ケ曽根となる。
- 1911年（明治44年）4月 - 八條尋常小学校（現八潮市立八條小学校）が伊草円蔵院より現在地に移転する[11]。
- 1956年（昭和31年）9月28日 - 八幡村、潮止村と合併し、南埼玉郡八潮村の大字となる。
- 1964年（昭和39年）10月1日 - 町制施行により、南埼玉郡八潮町の大字となる。
- 1972年（昭和47年）1月15日 - 市制施行により、八潮市の大字となる。
- 1973年（昭和48年）4月1日 - 地内に埼玉県立八潮高等学校が創立される[12]。
- 1982年（昭和57年）10月2日 - 八潮第一土地区画整理事業 の完成に伴い町名および地番が変更され、事業区域内にあった地区の一部（字馬場方、字馬場裏、字上丸田、字宮田）が八潮市中央一丁目、中央三丁目となる。
- 1998年（平成10年）11月21日 - 稲荷伊草第一土地区画整理事業の完成に伴い町名および地番が変更され、事業区域内にあった地区の一部（字沖通、字馬場裏、字上丸田）が八潮市緑町一丁目、緑町二丁目となる。

## 世帯数と人口
2020年（令和2年）11月1日現在の世帯数と人口は以下の通りである。
| 大字     | 世帯数    | 人口    |
| -------- | --------- | ------- |
| 鶴ケ曽根 | 2,215世帯 | 4,861人 |

## 小・中学校の学区
市立小・中学校に通う場合、学区は以下の通りとなる。
| 番地 | 小学校               |
| --- | -------------------- |
| 1〜1039、1054〜1116、1123〜1146、1153〜1217、1363〜1579、1580-2〜2093、2128〜2270                                     | 八潮市立八條小学校   |
| 1040〜1043、1045〜1053、1218〜1227                                                                                    | 八潮市立松之木小学校 |
| 1580-1 | 八潮市立潮止小学校   |
| 2094〜2127 | 八潮市立八條北小学校 |
| 番地 | 中学校               |
| 21、22、37〜52、63〜74、85の2〜691、708〜709、1010〜1043、 1045〜1116、1123〜1146、1153〜1227、1363〜2021、2128〜2270 | 八潮市立八潮中学校   |
| 1〜20、23〜36、53〜62、75〜58の1、692〜707、710〜1039                                                                 | 八潮市立八條中学校   |

## 交通
地内に鉄道は敷設されていない。

### 道路
- 埼玉県道・東京都道102号平方東京線
- 埼玉県道327号草加八潮三郷線
- 中川堤通り
- 八潮団地通り

## 寺社
- 久伊豆神社（鶴ケ曽根上久伊豆神社）
- 下久伊豆神社 - 宝憧寺の隣接地に鎮座
- 真言宗豊山派宝憧寺
  - 宝憧寺墓地
- 医薬寺
- 虚空蔵堂

## 施設
- 国土交通省江戸川河川事務所八潮排水機場 - 飛地に所在。綾瀬川放水路の河川施設。
  - 八潮水門
- 八潮市立八條小学校
- 八潮市教育相談所
- 草加警察署八潮北交番
- ちくみ幼稚園
- 埼玉県立八潮高等学校
- 八潮病院
- やしお生涯楽習館
- 草加八潮消防組合八潮消防署
- 八潮市社会福祉協議会
- 八条公民館分館 - 久伊豆神社の境内に所在
- 八潮公民館 - 宝憧寺の隣接地に所在
- 埼玉りそな銀行八潮支店
- 東京電力パワーグリッド東八潮変電所
- 下河原運動広場
- 鶴ケ曽根東児童公園
- 鶴ケ曽根体育館（エイトアリーナ）
  - 鶴ケ曽根グラウンド